# Little Tew
Little Tew is een civil parish in het bestuurlijke gebied West Oxfordshire, in het Engelse graafschap Oxfordshire met 253 inwoners.

## Geboren
- Nancy Sandars (1914-2015), archeoloog, prehistoricus